# Pristimantis ortizi
Pristimantis ortizi är en groddjursart som först beskrevs av Guayasamin, Almeida-Reinoso och Fernando Nogales-Sornosa 2004.  Pristimantis ortizi ingår i släktet Pristimantis och familjen Strabomantidae. IUCN kategoriserar arten globalt som otillräckligt studerad. Inga underarter finns listade i Catalogue of Life.